# Кравченко Віталій Семенович
Віталій Семенович Кра́вченко (нар. 5 лютого 1924, Свердликове) — український художник; член Спілки радянських художників України з 1956 року. Заслужений діяч мистецтв України з 1995 року.

## Біографія
Народився 5 лютого 1924 року в селі Свердликовому (нині Голованівський район Кіровоградської області, Україна). Брав участь у німецько-радянській війні. Нагороджений орденом Вітчизняної війни І ступеня (6 квітня 1985), медалями «За перемогу над Німеччиною» (9 травня 1945), «За відвагу» (17 лютого 1972).
1950 року закінчив Харківський художній інститут, де навчався зокрема у Михайла Дерегуса, Олексія Кокеля, Єфрема Світличного, Йосипа Дайца. Упродовж 1950—1953 років викладав у Ворошиловградському художньому училищі. З 1957 року працював у видавництві «Дніпро» у Києві: до 1964 року обіймав посаду художнього редактора; у 1966—1967 роках — головного художника.
Жив у Києві в будинку на провулку Івана Мар'яненка, № 14, квартира № 14 та в будинку на, провулку Бастіонному, № 9, квартира № 27.

## Творчість
Працював у галузях станкового і монументального живопису, книжкової графіки. У реалістичному стилі створював жанрові картини, портрети, пейзажі. Серед робіт:
живопис
- «Форсування річки Міус» (1950);
- «Заочник» (1957);
- «Ой не п'ються пива-меди» (1961);
- «Кругом неправда і неволя» (1964);
- «Багряні ночі» (1965—1967);
- «Григорій Сковорода» (1967);
- «Щедре літо» (1968);
- триптих «А мій жребій з голяками (Григорій Сковорода)» (1972);
- «Рядки болю і гніву (Андрій Малишко)» (1985);
- «Андрій Головко» (1988);
- «Ниви-перелоги» (1989);
- диптих «Я напишу про вас, друзі (Олесь Гончар)» (1990);
- «Богдан Хмельницький» (1991);
- «Петро Дорошенко» (1992);
- «Старий сад» (1994);
- «Ранок» (1995);
- «Галшка Гулевичівна» (1997);
- «Іван Мазепа» (2000).

На шевченківську тему виконав малюнок «Ой не п'ються пива-меди» (1961, гуаш).
ілюстрував книги
- роман «Правда і кривда» Михайла Стельмаха (1961);
- повість «Музыкант» Тараса Шевченка (1962);
- повість «Поетова молодість» Леоніда Смілянського (1963);
- «Твори» Григорія Сковороди (1972; диплом ІІ ступеня Республіканського конкурсу кращих видань).

монументальний живопис
- мозаїка «Козак Мамай» на фасаді Будинку культури у селі Устимівці Полтавської області (кінець 1970-х років);
- діорама «Урочиста зустріч донських козаків на Запорозькій Січі» (1977, Національний музей історії України у Києві).

Також у 1999–2000 роках брав участь у розписах відновленого Михайлівського Золотоверхого собору у Києві.
Брав участь у республіканських виставках з 1951 року, зарубіжних — з 1959 року. 1958 року став лауреатом 3-ї премії Всесоюзного конкурсу у Москві на кращу книжку.